# Твержа
Тве́ржа — хутір в Україні, у Старосамбірському районі Львівської області. Розташований неподалік села Библо (на схід від села). Біля хутора протікає річка Чижка. У Твержі коло 10 хат. Більша частина хутора належить до Библа, а кілька хат — до села Комаровичі. 

## Цікаві факти
Біля хутора розташований пагорб (або курган), на якому колись стояла фортеця, заснована, на думку фахівців, у ΧΙV ст. Фортеця, мабуть, була дерев'яною, бо жодних залишків кам'яних укріплень не знайдено. Очевидно, фортецю знищили татари. Донині тут можна розкопати уламки кераміки (глиняних глечиків, деякі з яких поліровані). Біля пагорба, нижче за течією Чижки, розташоване поле, зване «Ставище». Це може свідчити про те, що за часу існування фортеці на річці робили загату, і поле довкола пагорба перетворювалось на став. Завдяки цьому фортеця мала додатковий захист. 